# Pipreola chlorolepidota
A Pipreola chlorolepidota a madarak (Aves) osztályának verébalakúak (Passeriformes) rendjébe, ezen belül a kotingafélék (Cotingidae) családjába tartozó faj.

## Rendszerezése
A fajt William John Swainson angol ornitológus írta le 1838-ban.

## Előfordulása
Dél-Amerikában, az Andok lábainál, Ecuador, Kolumbia és Peru területén honos. Természetes élőhelyei a szubtrópusi vagy trópusi síkvidéki és hegyi esőerdők. Állandó, nem vonuló faj.

## Megjelenése
Testhossza 13 centiméter. A hasi része sötétzöld, a toroktájéka sárgás-narancssárga. A többi tollazata is zöld. A csőre vöröses. A tojó nagyon hasonlít a rokon, Pipreola frontalis tojóra; a tollazata nagyjából zöld, sárga csíkozással a toroktól egészen a hasáig.
|  |

## Életmódja
Táplálékát főleg gyümölcsök, azokból is a bogyós termések alkotják; étrendjét gerinctelenekkel egészíti ki. Táplálkozásközben gyakran más madarakkal társul. Habár életének nagy részét az erdő alacsonyabb szintjein tölti, időnként a magasan lombkoronákat is felkeresi. Magányosan vagy párban él.

## Szaporodása
A fészke csésze alakú; mohákból és gyökerekből készíti. A fészket a talaj közelébe építi. A fészekalj körülbelül 2, krémszínű tojásból áll; ezeken pontok láthatók. A költési időszaka egész évben lehet.

## Természetvédelmi helyzete
Az elterjedési területe még elég nagy, de gyorsan csökken, egyedszáma is csökken. A Természetvédelmi Világszövetség Vörös listáján mérsékelten fenyegetett fajként szerepel.